# 앙헬 마토스
앙헬 발로디아 마토스 푸엔테스(스페인어: Ángel Valodia Matos Fuentes, 1976년 12월 24일~)는 쿠바의 전직 태권도 선수이다. 2000년 하계 올림픽 태권도와 2007년 팬아메리칸 게임 태권도에서 금메달을 획득하였다.
2008년 하계 올림픽 태권도 +80kg급 동메달 결정전당시 양헬 마토스는 실격패하자 스웨덴 심판 샤키르 첼바트에게 거세게 항의하다가 이후 폭행하였다. 이에 세계태권도연맹과 올림픽 조직위원회는 그에게 영구 자격 정지 중징계를 내렸다.

## 선수 경력
2000년 하계 올림픽 태권도 +80kg급에 참가하였다. 16강전에서 칠레의 펠리페 소토 알바레스와 상대하여 9대2, 8강에서 멕시코의 빅토르 에스트라다 상대하여 2-0, 그리고 준결승전에서 스웨덴의 로만 리바자를 상대하여 4대0으로 승리하며 결승전에 진출하였다. 결승전에서는 독일의 파이살 에브누탈리브를 상대하여 3-1로 승리하였고 금메달을 획득하였다.
2003년 팬아메리칸 게임에도 참가를 하였지만 스티븐 로페스에게 4-1로 패하며 시상대에 오르지 못했으며, 2004년 하계 올림픽때에도 16강전에서 탈락하였다.
2007년 팬아메리칸 게임에서는 금메달을 획득하였으며 이후 2008년 하계 올림픽 태권도에 +80급에 참가하였다. 이는 금메달을 획득한 2000년 하계 올림픽에 비해서 더 높은 체급이다. 준결승까지 진출하였지만 대한민국의 차동민선수에게 패하며 결승전에 진출을 실패하였다. 이후 동메달 결정전에 참가하였으나 실격패를 당하며 시상대에 오르지 못했다.

## 심판 폭행 사건
8월 23일 베이징 과학기술대학교 체육관에서 열린 2008년 하계 올림픽 태권도 +80kg급 동메달 결정전에서 앙헬 마토스는 아르만 칠마노프와 상대하였다. 3-2로 이기고있던 도중 그는 무릎에 통증을 느꼈고 개시를 요청하였다. 개시는 1분 동안 부상 등을 치료할 수 있는 시간을 주는 태권도 규칙이며 1분 안에 다시 경기장에 들어오거나 추가 시간을 요청해야 한다. 스웨덴 출신의 태권도 심판인 샤키르 첼바트는 개시 시간이 40초가 지났다고 경고하였지만 1분이 다 지날때까지 그는 링으로 돌아오지 않았다. 상대 선수였던 카자흐스탄의 아르만 칠마노프는 "그가 도저히 경기를 진행할 수 없다고 생각했다"라고 말하였다. 심판이 앙헬 마토스를 실격패 처리하자 앙헬 마토스는 판정에 대하여 항의를 하기 시작하였고 이후 심판에게 발차기를 하였다. 이후 주심은 응급처치를 위해 경기장에서 나왔고 앙헬 마토스는 경기장을 나오기 전까지 항의를 멈추치 않았다.
세계태권도연맹은 결승전이 시작되기 직전에 앙헬 마토스와 그의 코치를 영구 제명 처분하였다. 또한 이번경기 그의 기록을 모두 지우겠다고 발표하였다. 다음날인 8월24일 올림픽 조직위원회도 그에게 영구 자격 정지 징계를 내렸다.
이후 2018년 《아바나 타임스》와의 인터뷰에서 그는 심판 폭행 사건에 관련하여 매우 후회하고 반성하고 있으며 다음 해에 열릴 2019년 선수권 대회까지 선수 생활을 하고 싶다고 말하였다. 현재 그는 아바나 체육관에서 트레이너로 일하고 있다.